# أكجول أمانمورادوف
أكجول أمانمورادوف مواليد 23 يونيو 1984 في طشقند، الجمهورية الأوزبكية السوفيتية الاشتراكية، الاتحاد السوفيتي، هي لاعبة كرة مضرب أوزبكستانية بدأت مسيرتها كمحترفة سنة 2000 تلعب باليد اليمنى وتحتل حالياً المرتبة 231 (17 أغسطس 2015) في تصنيف رابطة محترفات كرة المضرب. شاركت في دورة الألعاب الأولمبية الصيفية.

## الخط الزمني للأداء
مفتاح
| ف | ن | ن.ن | ر.ن | د# | د.م | ل | أ.أ | ت | غ | ب | ف | ذ | م.خ | ل.ت |

(ف) فاز بالبطولة (ن) وصل النهائي (ن.ن) نصف النهائي (ر.ن) ربع النهائي (د#) الأدوار الأربعة الأولى (د.م) دور المجموعات (ل) شارك في كأس ديفيز (أ.أ) خرج من الأدوار الاولى (ت) خسر التصفيات التأهيلية (غ) غاب عن الحدث أو البطولة (ب) حصل على ميدالية برونزية (ف) حصل على ميدالية فضية (ذ) حصل على ميدالية ذهبية (م.خ) بطولة الماسترز خُفضت إلى مرتبة أقل (ل.ت) البطولة لم تعقد في السنة المعينة.
لتجنب الارتباك وازدواجية الحساب، يتم تحديث هذه المعلومات إما في نهاية البطولة، أو عندما تكون مشاركة اللاعب في البطولة قد انتهت.

### الفردي
| الدورة            | 2013 | 2012 | 2011 | 2010 | 2009 | 2008 | 2007 | 2006 | 2005 | 2004 | 2003 | 2002 | المسيرة |
| ----------------- | ---- | ---- | ---- | ---- | ---- | ---- | ---- | ---- | ---- | ---- | ---- | ---- | ------- |
| أستراليا المفتوحة | د2   | ت    | د1   | د1   | د2   | د1   | غ    | د2   | غ    | غ    | غ    | غ    | 0       |
| رولان غاروس       | غ    | ت    | د1   | د3   | د2   | د2   | د2   | غ    | غ    | غ    | غ    | غ    | 0       |
| بطولة ويمبلدون    | غ    | د1   | د1   | د1   | د1   | د1   | غ    | غ    | غ    | غ    | غ    | غ    | 0       |
| أمريكا المفتوحة   | غ    | د1   | د3   | د2   | غ    | د1   | غ    | غ    | غ    | غ    | غ    | غ    | 0       |
| نهائيات الرابطة   |      |      | 0    | 0    | 1    | 0    | 0    | 0    | 1    | 0    | 0    | 0    | 2       |
| ألقاب الرابطة     |      | 0    | 0    | 0    | 0    | 0    | 0    | 0    | 0    | 0    | 0    | 0    | 0       |
| تصنيف نهاية العام | 207  | 194  | 115  | 69   | 85   | 81   | 95   | 227  | 192  | 359  | 405  | 816  |         |

## الميداليات
| الميدالية | المسابقة                      |
| --------- | ----------------------------- |
| فضية      | دورة الألعاب الآسيوية 2010    |
| برونزية   | الألعاب الجامعية الصيفية 2003 |

## وصلات خارجية
- أكجول أمانمورادوف على موقع رابطة محترفات التنس (الإنجليزية)
- أكجول أمانمورادوف على موقع الاتحاد الدولي لكرة المضرب (الإنجليزية)
- أكجول أمانمورادوف على موقع كأس بيلي جين كينغ (الإنجليزية)
- أكجول أمانمورادوف على موقع خلاصة التنس.كوم (الإنجليزية)
- أكجول أمانمورادوف على موقع إي إس بي إن.كوم (الإنجليزية)
- أكجول أمانمورادوف على موقع اللجنة الأولمبية الدولية (الإنجليزية)
- أكجول أمانمورادوف على موقع أوليمبيديا (الإنجليزية)

- الموقع الرسمي